# Пулитцеровская премия 2022 года

Пу́литцеровская пре́мия 2022 го́да вручалась за работы и материалы, опубликованные годом ранее. 106-я ежегодная церемония награждения прошла в понедельник, 9 мая, и доступна для аудитории через платформу YouTube. На мероприятии были вручены награды за материалы, освещающие важнейшие события в жизни американского общества. Например, в их число вошли статьи о нападении на Капитолий 6 января, за которые The Washington Post отметили наиболее престижной наградой «За служение обществу». Редакция The New York Times получила три награды и, таким образом, за всю историю премии издание было отмечено 135 наградами.
Всего премия включила 15 категорий для журналистов, иллюстраторов и фотографов, а также 7 — для писателей, драматургов и музыкантов. Кроме того, администратор Пулитцеровской премии Марджори Миллер отметила в номинации «Специальное упоминание» работу украинских журналистов уже в 2022 году, которые освещали российское вторжение на Украину.

## Номинанты и лауреаты

### Журналистика
| Пулитцеровская премия за служение обществу |
| --- |
| Washington Post. За подробно пересказанный и ярко поданный отчёт о посягательстве на Вашингтон 6 января 2021 года, предоставивший публике доскональное и непоколебимое понимание одного из самых мрачных дней страны. |
| Milwaukee Journal Sentinel |
| New York Times |

| Пулитцеровская премия за освещение экстренных новостей |
| --- |
| Редакция Miami Herald. За срочное, но развёрнутое освещение обрушения жилого комплекса Champlain Towers South, объединившее понятное и сочувственное письмо с подробными новостями и репортажами. |
| Редакция Los Angeles Times. |
| Редакция New York Times. |

| Пулитцеровская премия за журналистское расследование |
| --- |
| Кори Дж. Джонсон, Ребекка Вулингтон и Эли Мюррей, Tampa Bay Times. За убедительное разоблачение высокотоксичных рисков на единственном заводе по переработке аккумуляторов во Флориде, которое побудило ввести меры безопасности для надлежащей защиты рабочих и жителей. |
| Ханна Драйер и Эндрю Ба Тран, Washington Post. |
| Джеффри Мейтродт и Николь Норфлит, Star Tribune. |

| Пулитцеровская премия за мастерство |
| --- |
| Редакция Quanta Magazine, в особенности Натали Волховер. За освещение, раскрывшее сложности в строительстве космического телескопа Джеймса Уэбба, предназначенного для проведения новаторских астрономических и космических исследований. |
| Редакция Philadelphia Inquirer. |
| Редакция Wall Street Journal. |

| Пулитцеровская премия за освещение местных новостей |
| --- |
| Мэдисон Хопкинс, Ассоциация лучшего правительства и Сесилия Рейес, Chicago Tribune. За проницательный анализ затянутой истории введения городом правил строительной и пожарной безопасности, что позволяло недобросовестным арендодателям совершать серьёзные нарушения, которые привели к десяткам неоправданных смертей. |
| Лулу Рамадан, Palm Beach Post; Эш Нгу, Майя Миллер и Надя Суссман ProPublica. |
| Тони Кук, Джонни Магдалено и Мишель Пембертон из Indianapolis Star. |

| Пулитцеровская премия за национальный репортаж |
| --- |
| Редакция New York Times. За амбициозный проект, который позволил количественно оценить тревожную картину связанных со смертельным исходом остановок автомобилей полицией, а также продемонстрировал, как полицейские обычно избегали наказания и как можно было бы избежать сотен жертв. |
| Эли Хагер, Marshall Project; Джозеф Шапиро, National Public Radio. |
| Редакция Washington Post. |

| Пулитцеровская премия за международный репортаж |
| --- |
| Редакция New York Times. За смелый и неослабевающий репортаж, который продемонстрировал значительные жертвы среди гражданских в результате осуществлённых под руководством США авиаударов, а также поставил под сомнение официальные отчёты об американских военных действиях в Ираке, Сирии и Афганистане. (Перенесено Советом премии из категории «За служение обществу»). |
| Редакция New York Times. |
| Ярослав Трофимов, редакция Wall Street Journal. |

| Пулитцеровская премия за очерк |
| --- |
| Дженнифер Сениор, Atlantic. За бескомпромиссное представление семейной расплаты за утрату в теракте 11 сентября в течение 20 лет, которое сочетает личное участие и чуткий репортаж, раскрывающий, который демонстрирует как далеко простирается горе. |
| Ананд Гопал, New Yorker. |
| Мериба Найт, WPLN; Кен Армстронг, ProPublica. |

| Пулитцеровская премия за комментарий |
| --- |
| Мелинда Хеннебергер, Kansas City Star. За убедительные колонки, требовавшие справедливости для предполагаемых жертв полицейского в отставке, которого обвиняли в сексуальных домогательствах. |
| Джулиан Агуон, Atlantic (фрилансер). |
| Зейнеп Туфекчи, New York Times и Atlantic. |

| Пулитцеровская премия за критику |
| --- |
| Саламиша Тиллет, New York Times. За эрудированное и стильное письмо об истории темнокожих деятелей искусства и поп культуры — работу, которая успешно объединила академический и неакадемический критический дискурс. |
| Питер Шьельдаль, New Yorker. |
| Софи Гилберт, Atlantic. |

| Пулитцеровская премия за редакционный комментарий |
| --- |
| Лиза Фалькенберг, Майкл Линденбергер, Джо Холли и Луис Карраско, Houston Chronicle. За кампанию, которая с помощью оригинального репортажа раскрыла тактику подавления электората, опровергла миф о широко распространённом мошенничестве на выборах и выступила за разумные реформы голосования. |
| Абдалла Файяд, Boston Globe. |
| Редакция Times-Picayune/New Orleans Advocate. |

| Пулитцеровская премия за карикатуру |
| --- |
| Фахмида Азим, Энтони Дель Кол, Джош Адамс и Уолт Хики, Insider. За использование графического репортажа и комиксов, чтобы рассказать впечатляющую и в то же время Аличную историю притеснения уйгуров в Китае, что позволило сделать проблему доступной для широкой публики. |
| Энн Телнаес, Washington Post. |
| Зои Си, New Yorker. |

| Пулитцеровская премия за новостную фотографию |
| --- |
| Маркус Ям, Los Angeles Times. За жёсткие и злободневные кадры вывода войск США из Афганистана, которые продемонстрировали человеческую цену исторических перемен в стране (Перенесено жюри из категории «За художественную фотографию»). |
| Уин МакНэми, Дрю Ангерер, Спенсер Платт, Сэмюэл Корум и Джон Черри, Getty Images. За исчерпывающие и приковывающие внимание фотографии нападения на Капитолий США.                                                                       |
| Анонимный фрилансер, New York Times. |

| Пулитцеровская премия за художественную фотографию |
| --- |
| Аднан Абиди, Санна Иршад Матту, Амит Дэйв и Даниш Сиддики (посмертно), Reuters. За изображения потерь от COVID-19 в Индии, сочетающие интимность с чувством опустошения, создавая у зрителя сильное ощущение присутствия (Перенесено жюри из категории «За новостную фотографию»). |
| Габриэль Лурье, San Francisco Chronicle. |
| Фоторедакция Reuters. |

| Пулитцеровская премия за аудиорепортаж |
| --- |
| Редакции Futuro Media и Public Radio Exchange (PRX). За «Suave» — предельно честное и захватывающее представление человека, возвращающегося в общество после более чем 30-летнего тюремного заключения. |
| Эйдер Перальта, Соломон Фиссеха, Алсаноси Адам и Халима Атумани, National Public Radio. |
| Майк Хиксенбо, Антония Хилтон, Фрэнни Келли, Рид Черлин и Джули Шапиро, NBC News. |